# Šagovina Cernička
Šagovina Cernička is een plaats in de gemeente Cernik in de Kroatische provincie Brod-Posavina. De plaats telt 358 inwoners (2001).